# Vredestein (Ravenswaaij)
Kasteel Vredestein was gelegen in het Nederlandse dorp Ravenswaaij, provincie Gelderland. 

## Geschiedenis
De oudste vermelding van het huis dateert uit 1402: Ghie van der Weyden kreeg het als ‘huis Zeelmonde’ in leen. Twee jaar later werd het aangeduid als Vredesteyn en kwam het in handen van Balthasar van Buren. In 1454 kwam het in bezit van Willem van Egmont. Oorspronkelijk zou het gebouw een klooster zijn geweest, waarna Willem van Egmont er een kasteel bouwde.
In de 16e eeuw was Willem van Oranje heer van Vredestein geworden dankzij zijn huwelijk met Anna van Egmond. Hij schonk het huis aan Philips van Steelant, drost van Buren. Vredestein bleef in de 17e eeuw in handen van de familie Steelandt als een vrij en eigen bezit. Het kasteel werd door hen verbouwd in de stijl van Philips Vingboons, zoals blijkt uit de 18e-eeuwse afbeelding van Cornelis Pronk.
Begin 18e eeuw kwam het huis door vererving in handen van het geslacht Van Brakell. In 1804-1808 volgde een herbouw in neoclassicistische stijl. Tevens werd er een landschapspark aangelegd.
In 1865 werd het landgoed in een openbare verkoop van de hand gedaan. Drie jaar later werd het verkocht aan Engelbertha Roessingh Udink. Zij overleed echter al op 18 februari 1870, op dertigjarige leeftijd, onder verdachte omstandigheden. Haar echtgenoot baron Elbert Carsile van Pallandt van Harseveldt kreeg het vruchtgebruik van Vredestein, maar besloot dat het huis gesloopt moest worden, waarschijnlijk uit wraak voor de tegenvallende erfenis van zijn vrouw. In 1872 werd begonnen met de verkoop van inboedel, hooiberg, percelen land, en de restanten van het afgebroken kasteel en koetshuis.

## Beschrijving
Van Vredestein zijn tekeningen gemaakt door Abraham Rademaker (1730) en Cornelis Pronk (1728). Die tonen een rechthoekig gebouw, met aan de achterzijde een vierkante toren. In de 17e eeuw is het huis in Vingboonsstijl verbouwd.
Begin 19e eeuw volgde een modernisering in neoclassicistische stijl. Er waren tevens een koetshuis en landschapspark aanwezig.
Van het kasteel is tegenwoordig niets meer te zien. De locatie is in gebruik als grasland. Tussen de Donkerstraat en de vroegere kasteellocatie in, is in 1936 boerderij Vredestein gebouwd.

## Trivia
- In 1847 kocht Bartholomée Hermina Brand tot Cabauw, echtgenote van kasteeleigenaar François Gijsbert Staatskin baron Van Brakell tot den Brakell, acht beeldhouwwerken die in 1712 waren gemaakt door Ignatius van Logteren. De beelden van Romeinse goden als Jupiter, Neptunus en Venus, werden in de tuin van Vredestein geplaatst. Na enkele jaren verhuisde de baron naar een nieuw herenhuis aan de Velperbinnensingel in Arnhem en hij schonk in 1859 de beeldengroep aan de gemeente, op voorwaarde dat ze in de plantsoenen tegenover zijn woning werden geplaatst. Tijdens de Tweede Wereldoorlog zijn twee beelden gesneuveld.[1]
- De laatste bewoonster van Vredestein, Engelbertha Roessingh Udink, ligt begraven in Maurik.
- Begin 20e eeuw bevonden zich voor boerderij 'Nooit Gedacht' te Zoelmond twee 17e-eeuwse schildhoudende leeuwen die afkomstig waren van het kasteel Vredestein.[2] In het midden van de 20e eeuw zijn de beeldjes verhuisd naar een particuliere woning in Driebergen.

Aalst · Aardenburg · Acquoy · Aerdt · Agistaldaburg · Ahof · Aldenhaag · Aller · Ambe · Ammersoyen · Ampsen · Andelst · Angeroyen · Appelburg · Appelse walburg · Appeltern · Arler · Baak · Babberich · Baer · Baerle · Bakerbosch · Balgoij · Barlham · Batenburg · Beek · Beerenclaauw · Bemmel · Bevervoorde · Bergh · Biljoen · Bingerden · Blankenborg (Laren) · Blankenborg · Blauwe Huis · Blokhuis (Ravenswaaij) · Boelenham · Boetselaersborg · Borculo · Boswaai · Brakel · Den Brakel · Den Bramel · Bredevoort · Broekhuizen · Bronkhorst · Bruchem · Bruinhorst · Brunsberg · Bulkestein · Bunswaard · Burcht van Tiel · Buren · De Buurse · Byland · Byvanck · Caetshage · Camphuysen · De Cannenburch · de Cloese · Coldenhove · Culemborg · Dedinckweerd · Delwijnen · Didam · Diepenbroek · Hof te Dieren · Huis Dijck · Dikke Tinne · Doddendaal · Dodewaard · Doornenburg · Doornik · Doorwerth · Dooyenburg · Dorth · Doseburg · Drakenburg · Dreumel · Druten · Duivelshuis · Eerbeek · De Ehze · Elburg · Eldrik · Emmerik · Engelenburg · Groot Engelenburg · Engelrode · Enghuizen · Enspijk · De Essenburgh · Essenpas · Est · Fokkinck · Gameren · Geerestein · Geldermalsen · De Gelderse Toren · Geldersweerd · Gellicum · Gendt · Gennepestein · Glindhorst · Goudenstein · ‘s-Grevenhoef · Groot Hell · Groenlo · Groesbeek · Huis te Groesbeek · Grunsfoort · Gulden Spijker · Hackfort · Hackforts Veenhuis · Hagen · Hagevoort · Hamerden · Hanepol · Harreveld · Harslo · Hassink · Het Haveke · Hedel · Heeckeren · De Heegh · Hees · De Heest · Hellouw · Hemmen · Hernen · Motte van Hernen · Heumen · Heusden · Hoekelum · Hoekenburg · De Hoeve · De Hof · Hof d'Ooy · Hof van Arkel · Huis het Holt · Holthuis · Het Holtslag · Ter Horst · Houberg · St. Hubertus · Huissen · Hulhuizen · Hulkestein · Hulsen · Hunneschans bij De Duno · Hunneschans bij Uddel · Jonker Bloo · 't Joppe · De Kamp · Karssenberg · Kemnade · Keppel · Kermestein · Kernhem · Kervel · Kiefskamp · De Kinkelenburg · Klein Enghuizen · Kleverburg · Kortenhoeve · Laag Helbergen · Lakenburg · Landfort · Langen · Latenstein · De Lathmer · Lathum · Ter Lede · Leegpoel · Leemcuyl · Leeuwen · Leeuwenbergh · Lensenburg · Lent · Leur · Leuvenum · Leyenburg · Lichtenvoorde · Lievenstein · Loenen · Loevestein · Loil · Loowaard · Luynhorst · Hof te Maasbommel · Magerhorst · Malburgen · Malderburcht · Malsen · Manhorst · Marhulsen · De Marsch · Marveld · Mathena · Maurik · Medel · Medestein · 't Medler · Meinerswijk · De Mellard · Mensink · Mergelp · Meteren · 't Meyerink · Middachten · Millingen · Mussenberg · Nagelhorst · Nederhagen · Nederhemert · Neerijnen · Huis Neerijnen · De Nesch · Nettelhorst · Nieuwe Blokhuis ·  Nijburg · Nijenbeek · Old Putten · Notenstein · Nye Huis · Olde Spijker · Oldenaller · Oldenhof (Driel) · Oldenhof (Heteren) · De Ooij · Oolde · Oud Oolde · Oosterhout · Ophemert · Opijnen · Oud Ampsen · Oude Blokhuis · Het Oude Loo · Oude Voorst · Oudenborch · Oud-Wisch · Huis te Overasselt · Overeng · Overhagen · Overlaar · 't Oye · Palmestein · De Parck · Persingen · Plekenpol · Ploen · Pluimenburg · Poederoijen · Poelwijck · Poelwijk · De Pol (Dreumel) · Huis de Poll (Huis te Gietelo) · De Poll (Huissen) · Pollenbering · Pollenstein · Puttenstein · Het Raasink · Ravenhorst · De Rees · Ressen · Reuversweerd · Reygersfoort · Rhijnestein · Huis Rijswijk · Rode Toren · Roode Wald · Rosande · Rosendael · Rossum · Rumpt · Ruurlo · Rijsselt · Schadewijk · Schaffelaar · Scherpenzeel · Schoonbroek · Schoonderbeek · Schoonenburg · Schuilenburg · Schuilkerke · Hof te Seelbeek · Sevenaer I · Sevenaer II · Sinderen (Oude IJsselstreek) · Sinderen (Voorst) · Slangenburg · Sleeburg · Slimsijp · De Snor · Soelen · Spaansweerd · Spaldorp · Spijk · Staverden · Sterkenburg · Swanepol · Tarthorst · Teisterbant (Kerk-Avezaath) · Teisterbant (Kerkdriel) · Ter Dicke · Tolhuis · Tolhuis (Tiel) · Tollenburg · Tongerlo · Toren van Wely · Tuil · Ubbergen · Uilenburg (Ewijk) · Uilenburg (Heteren) · Ulenpas · Ulft · Upladen · Valburg · Valkhofburcht · Valkhofpalts · Vanenburg · Varik · Hof te Varsseveld · 't Velde · Velhorst · Verwolde · Vierakker · De Voorst · Voorstonden · Vorden · Vosbergen · Vredenburg · Vredestein (Driel) · Vredestein (Ravenswaaij) · Vuren · Waardenburg · Waddestein · Wadenoijen · Waede · Wageningen · Walfort · 't Waliën · De Wardt · Watergoor · Watermeerwijk · Wayenstein (Huis te Herwijnen) · Well (Huis van Malsen) · Weijenrade · Westenburg · Westerholt · Weurt · De Wiersse · Wijenburg (Echteld) · De Wildenborch · De Wildt · Wilp · Wilperhorst · Winssen · Wisch · Wychen · Wolfswaard · Woolbeek · Yrst · IJzendoorn · Zeeland · Zilveren Spijker · Zuilichem · Zwaluwenburg · Zwanenburg (Heerde) · Zwanenburg (Megchelen)